# بردگوری سرپیر ۶
بردگوری سرپیر ۶ از آثار تاریخی می‌باشد که در روستای سرپیر از توابع شهرستان اردل واقع شده و این اثر در تاریخ ۸ خرداد ۱۳۸۰ با شمارهٔ ثبت ۳۸۸۵ به‌عنوان یکی از آثار ملی ایران به ثبت رسیده است.